# Cerro Vinciguerra
Cerro Vinciguerra är ett berg i Argentina.   Det ligger i provinsen Eldslandet, i den södra delen av landet, 2 400 km söder om huvudstaden Buenos Aires. Toppen på Cerro Vinciguerra är 1 001 meter över havet, eller 58 meter över den omgivande terrängen. Bredden vid basen är 0,42 km. Cerro Vinciguerra ingår i Montes Martial.
Terrängen runt Cerro Vinciguerra är kuperad åt nordväst, men åt sydost är den bergig. Närmaste större samhälle är Ushuaia, 11,4 km söder om Cerro Vinciguerra. 
Trakten runt Cerro Vinciguerra består i huvudsak av gräsmarker. Runt Cerro Vinciguerra är det mycket glesbefolkat, med 6 invånare per kvadratkilometer.